# كرايغ رينولدز
كرايغ رينولدز (بالإنجليزية: Craig Reynolds)‏ (11 أغسطس 1953 في الولايات المتحدة - ) هو مدرب كرة قدم ولاعب كرة قدم أمريكي في مركز الدفاع. لعب مع روتشستر لانسر ‏ وRochester Flash ‏ وChicago Horizons ‏ وديترويت لايتنينغ ‏ وNew Jersey Rockets (MISL) ‏ ونيويورك آروز ‏.